# Josef Siegwart
Josef Siegwart OP (* 23. April 1929 in Altdorf UR; † 17. Dezember 2011 in Freiburg im Üechtland) war ein Schweizer Ordensgeistlicher und Kirchenhistoriker.

## Leben
Siegwart, geboren 1929 in Altdorf, trat 1951 der Ordensgemeinschaft der Dominikaner bei und empfing vier Jahre später die Priesterweihe. Er promoviert und habilitierte sich in Theologie und lehrte ab 1966 als Privatdozent und ab 1967 außerordentlicher Professor an der Université de Fribourg. 1972 erhielt er einen Ruf auf die ordentliche Professur für Mittlere und Neuere Kirchengeschichte an der Theologischen Fakultät der Universität Freiburg. Er war von 1974 bis 1975 Dekan der Theologischen Fakultät. 1996 wurde er emeritiert.
Am 17. Dezember 2011 verstarb Siegwart an den Folgen eines Herzleidens.